# Incidente del Markomannia
El Incidente del Markomannia fue un incidente y batalla entre rebeldes haitianos y el Imperio alemán en 1902, provocado por el abordaje del carguero Markomannia de Hamburg America por parte de las fuerzas navales rebeldes del Barco Cañonero Crête-à-Pierrot.

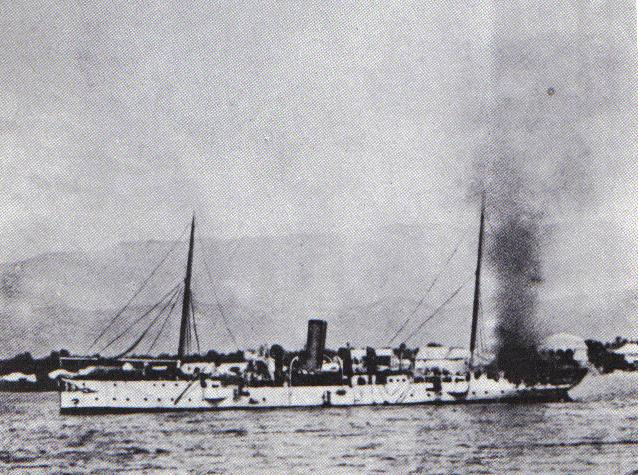
Cañonero Haitiano Crête-à-Pierrot después de una explosión en popa.

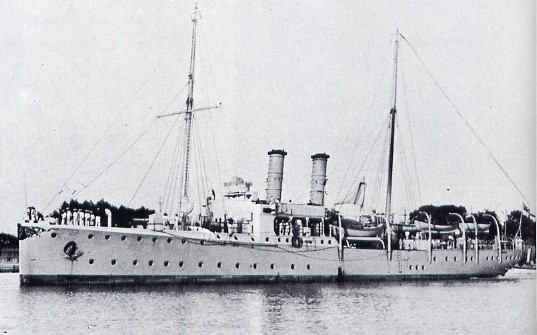
SMS Panther en 1903.

## Antecedentes
El Markomannia (3335 BRT, 1890) fue un barco de vapor de la Hamburg America Line (HAPAG) en la ruta de las Indias Occidentales-Hamburgo, comandado por el Capitán Nansen. El 2 de septiembre de 1902, la cañonera haitiana Crête-à-Pierrot la detuvo frente al puerto haitiano de Cabo Haitiano y inició un registró en busca de contrabando. La Crête à Pierrot estaba bajo el control de la facción de Anténor Firmin, que se rebelaba contra el gobierno provisional del presidente Boissond Canal. El comandante del Pierrot era el almirante rebelde Hammerton Killick. Killick supuso que Markommania llevaba armas y suministros a las fuerzas gubernamentales. Por lo tanto, fue registrada por un grupo de abordaje y a pesar de las protestas de Nansen y el cónsul alemán en Cabo Haitiano, transfirió las armas y los suministros a bordo al Pierrot. Luego se permitió que el Markomannia continuara su viaje, retrasado pero sin daños.

## Batalla entre Crête-à-Pierrot y el SMS Panther
Los residentes alemanes ya habían resultado dañados en la guerra civil haitiana, por lo que después del incidente, el ministro alemán residente en Puerto Príncipe, Francsen, llamó de inmediato a un buque de guerra alemán. La Kaiserliche Marine envió al SMS Panther para encontrar el barco rebelde. El almirante Killick evacuó a su tripulación y volaría los cargadores de popa de Crête-à-Pierrot, que para entonces estaba bajo el fuego del Panther comandado por Richard Eckermann. Killick y cuatro miembros de la tripulación se hundieron con el barco. Hubo preocupaciones sobre cómo Estados Unidos reaccionaría a la acción en el contexto de la Doctrina Monroe. Pero a pesar del asesoramiento legal que describe el hundimiento como "ilegal y excesivo", el Departamento de Estado de EE. UU. respaldó la acción. El New York Times declaró que "Alemania estaba en su derecho de hacer un poco de limpieza por su cuenta".

## Secuelas
Debido al entusiasmo de la población haitiana, el Panther no hizo escala en los puertos del norte de Haití por el momento. Aparentemente, no hubo disturbios contra los residentes alemanes, especialmente debido a que Firmin generalmente se consideraba muy pro-alemán. Para el gobierno provisional, que no contaba con fuerzas navales a su disposición, la intervención de la gran potencia alemana supuso un bienvenido aumento de sus capacidades militares, ya que los transportes de armas, incluidos los del extranjero, ahora podían realizarse sin trabas por mar.
En 1943, Haití emitió un sello postal con la imagen de Killick. El mismo año también se publicó una obra de teatro sobre él de Charles Moravia: L'amiral Killick: drame historique aux trois tableaus (Port-au-Prince 1943). En la Kriegsmarine, el día del hundimiento del Crête se registró como un evento tradicional.